# Fenomenul împrejmuirilor
Fenomenul împrejmuirilor a fost un fenomen întâlnit în Anglia începând cu secolul XV și până în secolul XVIII, datorită căruia s-a realizat dezvoltarea manufacturilor de postav. Englezii, realizând că pot obține venituri mari din vânzarea lânii provenite de la oi, au împrejmuit numeroase zone unde oile pășteau, pentru a le crește în captivitate și a le lua lâna pe care erau plătiți bine.

## Istoric
Fenomenul împrejmuirilor a început, izolat, încă din a doua jumătate a secolului al XIV-lea, după „Moartea Neagră”, - marea epidemie de ciumă din 1348. Împrejmuirile au continuat  în secolul al XV-lea și au luat avânt în perioada Tudorilor, fiind cauzate de cererea tot mai mare de lână pe piață. 
Apariția acestui fenomen a însemnat renunțarea unei părți însemnate a nobilimii la sistemul câmpurilor deschise și trecerea la noul sistem al împrejmuirilor - unul dintre elementele cele mai importante și mai discutate din istoria agrară a Angliei la sfârșitul evului mediu și în perioada de trecere de la feudalism la capitalism.
Împrejmuirile însemnau câmpuri sau ogoare „închise”, adică rezervate exclusiv destinației pe care le-o dădea proprietarul și nepermițându-se nimănui altuia nici pășunatul vitelor și nici un alt fel de drept de folosință asupra lor. Cu alte cuvinte, împrejmuirile reprezintă trecerea la sistemul agriculturii strict individuale. 
Sistemul n-a fost adoptat numai de nobilii mari proprietari ci și de o bună parte a țărănimii mai înstărite. Centrul, răsăritul și sud-estul Angliei sunt regiunile în care se conturează mai accentuat noul peisaj agrar al ogoarelor cultivate individual de o țărănime smulsă din vechea unitate economică a manorului și concentrată în cadrul acestui sistem parcelar. 
Începând cu a doua jumătate a a secolului al XV-lea, nobilii și țăranii mai înstăriți transformă loturile împrejmuite în pășuni pentru oi, fenomenul acesta fiind cauzat de solicitarea tot mai intensă a lânii pe piață. În timpul dinastiei Tudor, transformarea ogoarelor în pășuni a luat avânt, mai ales în regiunile centrale ale țării. Se întâlnesc însă de asemenea în răsărit, iar către sfârșitul secolului al XVI-lea - chiar și în nord. 

## Consecințe
Consecințele împrejmuirilor au fost multiple. Dintr-un punct de vedere, trecerea la sistemul unei agriculturi parcelare, strict individuale, a constituit pentru acele timpuri un progres sub raportul creșterii forțelor de producție. În cadrul acestui sistem se putea paractica o alternare mai rațională a culturilor , introducerea unor plante noi, alimentare, furajere sau industriale. 
În același timp, împrejmuirile au privat, relativ brusc pe țărani de folosința locurilor de pășunat; reduși numai la loturile lor, mulți nu și-au mai putut întreține vitele și prin aceasta gospodăriile lor s-au ruinat, trebuind să le cedeze nobilului sau altor țărani din cauza imposibilității de a produce atât cât să trăiască și să-și poată achita obligațiile. 
Odată cu intensificare procesului de transformare a ogoarelor în pășuni, nobilii au recurs până și  la alungarea cu forța a țăranilor de pe loturile lor, pentru a lărgi suprafața pășunilor. Faptul acest constituia un abuz. Limitarea drepturilor de folosință comună a țăranilor asupra unor părți de moșie micșorase și interesele lor comune, solidaritatea lor în rezistența împotriva abuzurilor nobilimii. Izolați, ei erau mai ușor deposedați de lotul lor. 
Alungarea cu forța a țăranilor de pe moșii a accelerat ruinarea majorității țărănimii engleze, proletarizarea ei, dizolvarea completă a raporturilor de dependență feudală și a deschis larg calea pentru trecerea la sistemul muncii salariate, proces care se va desăvârși, însă, abia în secolul al VIII-lea, după revoluția burgheză.